# 新美卯一郎
新美 卯一郎（にいみ ういちろう、1879年1月12日 - 1911年1月24日）は、明治期の社会主義者である。幸徳事件（大逆事件）で処刑された12名の1人。

## 略歴
熊本県出身。熊本県尋常中学校卒業。東京専門学校中退。
1907年松尾卯一太と『熊本評論』創刊。宮崎民蔵（宮崎滔天の次兄）によって組織されていた土地復権同志会に紙面を提供する。1910年の幸徳事件（大逆事件）で検挙され、1911年1月24日8時55分、市ヶ谷刑務所で絞首刑が執行された。32歳没。

## 関連書籍
- 上田穣一・岡本宏編著『大逆事件と『熊本評論』』三一書房、1986年